# Taruga
Taruga – rodzaj płazów bezogonowych z podrodziny Rhacophorinae w rodzinie nogolotkowatych (Rhacophoridae).

## Zasięg występowania
Rodzaj obejmuje gatunki występujące w wyższych partiach Sri Lanki.

## Systematyka

### Etymologia
Taruga: sanskr. i wczesnosyngal. taruga „pnącze”, w aluzji do nadrzewnego siedliska tych żab

### Podział systematyczny
Do rodzaju należą następujące gatunki:
- Taruga eques (Günther, 1858)
- Taruga fastigo (Manamendra-Arachchi & Pethiyagoda, 2001)
- Taruga longinasus (Ahl, 1927)